# Mario Aguerrondo
Oscar Mario Aguerrondo (né en 1910 - mort le 13 septembre 1977) était un général et politique herreriste uruguayen.  De 1972 à 1977, Aguerrondo présida le Centre militaire, il présida par ailleurs la commission d’urgence qui dirigea la construction de l'usine hydroélectrique de Palmar (es), inaugurée après sa mort, en 1980. Il fonda en août 1964 la Loge des lieutenants d'Artigas (Los Tenientes de Artigas).

## Biographie
D'une famille catholique et « nationaliste » (appartenant au Parti blanco), Oscar Mario était un général anti-communiste, qui se proclamait de la tendance herreriste orthodoxe blanca. Il fut chef de la police de Montevideo entre 1959 et 1963, avec le grade de colonel. Il était alors en contact avec la CIA, en particulier le chef de station de la CIA à Montevideo 1963-1965. En 1964, il fut nommé général.
Il se présenta sans succès à l'élection présidentielle de 1971 en tant que candidat herreriste (13,74 % des voix ; à peu près 1/3 des voix au sein du Parti blanco, où il était rivalisé par Wilson Ferreira Aldunate (es)), avec comme colistier Alberto Héber Usher. Il s'oppose notamment à la nomination, par le président colorado Juan María Bordaberry du général à la retraite Antonio Francese (es) au ministère de la Défense. La crise débouche sur le Pacte de Boiso Lanza du 12 février 1973, plaçant Bordaberry sous l'étroite surveillance d'un Conseil de sécurité nationale essentiellement formé de militaires.
De 1972 à 1977, Aguerrondo présida le Centre militaire, il présida par ailleurs la commission qui dirigea la construction de l'usine hydroélectrique de Palmar (es), inaugurée après sa mort, en 1980. 
Certains secteurs de l'armée continuent, encore aujourd'hui, à honorer sa mémoire en lui rendant hommage au Cementerio del Norte (en particulier Arsenio Bargo, les généraux Manuel Fernández, Núñez, Luis Abraham et Yamandú Sequeira) .